# Vorbereitung (Kochen)
Die Vorbereitung ist in der Küche ein Teilprozess bei der Zubereitung von Speisen und Getränken.

## Allgemeines
Während der Vorbereitung werden ungenießbare, geschmacksbeeinträchtigende oder für die Ernährung wertlose Bestandteile von Lebensmitteln entfernt und die Form sowie Konsistenz von diesen verändert. Ziel ist es, die Rohstoffe in den geeigneten Zustand zu bringen, den die Zubereitung erfordert.

## Grundverfahren der Vorbereitung
Eine Form der Unterscheidung der angewendeten Verfahren unterteilt diese nach den Arbeitstechniken:

### Urformen von Stoff
Mit dem Urformen verändert man breiige und cremige Lebensmittel so, dass die gewonnene Form den Anforderungen von Zubereitung, Geschmack und Rezeptur entspricht.
- Auswattieren (Ausfüttern)
- Bridieren
- Dressieren (Formen)
- Parieren
- Wickeln (Rollen)
- Tournieren

### Stofftrennen
Beim Stofftrennen säubert man die Lebensmittel von anhaftendem Schmutz und schädlichen Stoffen. Daneben werden ungenießbare oder geschmacksbeeinträchtigende Teile von den Lebensmitteln gelöst. Dazu kommen Bearbeitungsschritte, welche Lebensmittel an die Rezepte und Zubereitungsmethoden anpassen.
- Abflammen (Sengen)
- Abschuppen
- Abziehen
- Ausbeinen (Entbeinen)
- Auslösen
- Ausnehmen (Ausweiden)
- Ausstoßen
- Entgräten
- Enthäuten
- Filetieren (Filieren)
- Klären
- Portionieren
- Putzen
- Rupfen
- Sägen
- Schälen
- Spülen (Waschen)

### Stoffzerkleinern
Beim Stoffzerkleinern werden stückige Lebensmittel durch mechanische Bearbeitung in kleine Bestandteile zerlegt. Ziel ist es, durch die Zerkleinerung das Lebensmittel in Form und Oberfläche zu vergrößern.
- Hacken
- Haschieren
- Kuttern
- Mahlen
- Raspeln
- Reiben
- Schneiden
- Wolfen

### Stofflockern
Das Lockern von Stoffen wird durch mikrobielle Prozesse, Zugabe von Chemikalien und mechanischer Bearbeitung erreicht.
- Blanchieren
- Plattieren (Klopfen)
- Mürben (Walzschneiden)
- Marinieren
- Einweichen

### Stoffvereinigen
Beim Mischen von Lebensmitteln werden unterschiedliche Stoffe mit dem Ziel vereinigt, Geschmack und Konsistenz des Gerichts zu beeinflussen. Typisch hierfür sind unterschiedliche Ausgangsprodukte, die durch das Mischen neue Eigenschaften entwickeln. Man unterscheidet dabei das Mischen durch „Konzentrationsgefälle“ (Osmose), Massebewegung durch mechanische Kräfte und beiden Arbeitsschritten.
- Emulgieren
- Kneten
- Lösen
- Mengen
- Rühren
- Montieren (Schlagen)

### Stoffbeschichten
Mit dem Beschichten bezweckt man, weitere Zubereitungsverfahren zu erleichtern sowie Geschmack und Aussehen von Lebensmitteln zu verbessern.
- Bardieren
- Farcieren (Füllen)
- Fetten
- Mehlieren
- Panieren
- Pudern

### Stofffügen
Als Fügen von Stoffen bezeichnet man das mechanische Pressen von Lebensmitteln in andere zu garende Lebensmittel.
- Lardieren (Spicken)
- Stopfen

## Bedeutung
Die Vorbereitung von Lebensmitteln ist die Voraussetzung für das Kochen und Backen. Während ein Teil der Arbeitsschritte erst kurz vor der Zubereitung in der Küche erfolgen, werden andere Prozesse davon getrennt durchgeführt. Die Vorbereitung von Fleisch und Fisch erfolgt häufig durch Händler und Fachleute während Früchte als Halberzeugnisse (Convenience Food) angeboten werden. Dadurch verliert der Aufwand der Vorbereitung an der Zubereitung von Speisen und Gerichten immer mehr an Bedeutung in der Küche. Zuvor war ein Zeitaufwand von 20 % bis 25 % der gesamten Zubereitungszeit für diese Arbeitsschritte nötig.